# Xã Union, Quận Ouachita, Arkansas
Xã Union (tiếng Anh: Union Township) là một xã thuộc quận Ouachita, tiểu bang Arkansas, Hoa Kỳ. Năm 2010, dân số của xã này là 1.385 người.